# Rio Gengea
O Rio Gengea é um rio da Romênia, afluente do Bârlui, localizado no distrito de Olt.